# Groupe semi-simple
En théorie des groupes – une branche des mathématiques – l'expression groupe semi-simple a diverses définitions, non équivalentes. L'une d'entre elles est : un groupe est semi-simple s'il n'a pas de sous-groupe normal abélien non trivial.
L'expression est également employée dans la théorie des groupes de Lie et des groupes algébriques pour désigner les groupes dont le radical (en), i.e. la composante neutre de l'intersection de ses sous-groupes résolubles distingués maximaux, est trivial.